# Aeroportul Keperveyem
Aeroportul Keperveyem (IATA: KPW, ICAO: UHMK) este un aeroport din Districtul autonom Ciukotka, Rusia ce deservește zona Keperveem⁠(d). Aeroportul a fost tranzitat în 2021 de 39.044 de pasageri. A fost numit după zona deservită.
aeroportul dispune de o singură pistă.